# We're Not Gonna Take It
We're Not Gonna Take It è un singolo del gruppo musicale statunitense Twisted Sister, il primo estratto dal loro album Stay Hungry nel 1984.

## Tracce
1. We're Not Gonna Take It – 3:38
2. You Can't Stop Rock 'n' Roll – 4:40